# Josef Fanta (fotbalový funkcionář)
Josef Fanta (29. prosince 1889 Karlín — 19. října 1960) byl český fotbalový rozhodčí a dlouholetý předseda Středočeské župy.
Působil v klubu SK Úředníci Karlín, vedl československou reprezentaci při jejím mezinárodním debutu na OH 1920 v Antverpách, kde se zároveň představil v roli rozhodčího čtvrtfinálového zápasu Nizozemsko — Švédsko 5:4 (stal se prvním Čechem, který řídil zápas na velkém mezinárodním turnaji). V roce 1921 byl zvolen předsedou Středočeské župy, vlivné organizace, pod kterou patřily pražské velkokluby, župní mistrovství bylo de facto nejvyšší soutěží v Československu. V letech 1926-1927 byl také předsedou celé Československé asociace footballové. Fanta si díky velmi autoritativnímu stylu vysloužil přezdívku „Železný župan“. Tvrdě prosazoval zájmy menších klubů, zároveň však upřednostňoval Prahu a okolí. To vedlo k nespokojenosti zbytku republiky, jehož zástupci se spojili a na valné hromadě v roce 1936 dosáhli Fantova odvolání. Fanta také v letech 1920-1932 vedl reprezentační tým do patnácti mezistátních zápasů ve funkci asociačního kapitána. V září 1935 zorganizoval zájezd výběru Středočeské župy do Sovětského svazu. Při prvním kontaktu se sovětskými fotbalisty, kteří tehdy ještě nebyli členy FIFA, český tým jednou vyhrál a dvakrát remizoval.